# Dudua adocima
Dudua adocima är en fjärilsart som beskrevs av Diakonoff 1981. Dudua adocima ingår i släktet Dudua och familjen vecklare. Inga underarter finns listade i Catalogue of Life.